# Deroplia
Deroplia é um género de besouro pertencente à família Cerambycidae.
As espécies deste género podem ser encontradas na Europa e em África.

## Espécies
Espécies (lista incompleta):
- Deroplia affinis (Fairmaire, 1894)
- Deroplia albida (Brullé, 1839)
- Deroplia alutacea (Thomson, 1861)